# Alessandra Silvestri-Levy
Alessandra Silvestri-von Bismarck Schoenhausen est une Italo-brésilienne, née à São Paulo au Brésil. Elle est la fille de l'industriel italien Mario Silvestri Malfatti Neri et de la procureure de la République brésilienne Ana Maria Silvestri. Éduquée entre Rome et São Paulo, elle a poursuivi ses études à la Sorbonne à Paris et à l'UCLA à Los Angeles. 
Écrivaine, productrice et commissaire de nombreuses expositions d’art contemporain, de photographie et de cinéma à Paris, Rome, São Paulo et La Havane, elle est également connue pour son activisme dans l’humanitaire. Elle a été la directrice internationale de la Cinémathèque brésilienne à Paris.
Elle a vécu à La Havane (Cuba) entre 2000 et 2004. 
Elle est mariée en secondes noces au prince Carl-Eduard von Bismarck devenant ainsi la princesse de Bismarck.

## Titulatures
- 2000–2004 : Alessandra Silvestri-Levy, Ambassadrice de France à Cuba
- 2016–2019 : Alessandra Silvestri, Comtesse von Bismarck-Schönhausen
- 2019– : Son Altesse Sérénissime la princesse Alessandra Silvestri von Bismarck-Schönhausen, princesse de Bismarck, duchesse de Lauenbourg, princesse de Bismarck-Schönhausen

## Œuvres
- Cuba par Korda (avec Christophe Lovigny), Paris, Calmann Levy, 2002  (ISBN 2702133339).
- Les Années révolutionnaires, éditions de l'Aube, 2002  (ISBN 2-87678-816-0).
- Cuba par Korda (avec Christophe Loviny), 2003.
  - Allemagne : Kunstmann Antje GmbH, 2003. 156 pages
  - Brésil : Cosac Naify, 2004. Traduction par Newton Villaça Cassiolato.
  - Espagne : Aurelia Ediciones,  (ISBN 8461220773 et 9788461220779). 156 pages[1].
  - Australie : Ocean Press, 2006.
  - France : Calmann-Lévy  (ISBN 2702133339).
  - Grèce : Metaixmio.
- 2007 : « É preciso conhecer o país », dossier dans le numéro spécial « Cuba sempre » de la revue Caros Amigos, São Paulo, Casa Amarela Editora, août 2007.
- 2007 : « O Che: combatente e intelectual », dossier dans la revue Caros Amigos, n° 35, São Paulo, Casa Amarela Editora, octobre 2007[2].